# マーナ・ハンセン
マーナ・ハンセン（Myrna Rae Hansen、1934年8月5日 - ）は、アメリカ合衆国のモデル兼女優。ミスUSA 1953優勝、同年、ミス・ユニバース1953準優勝。

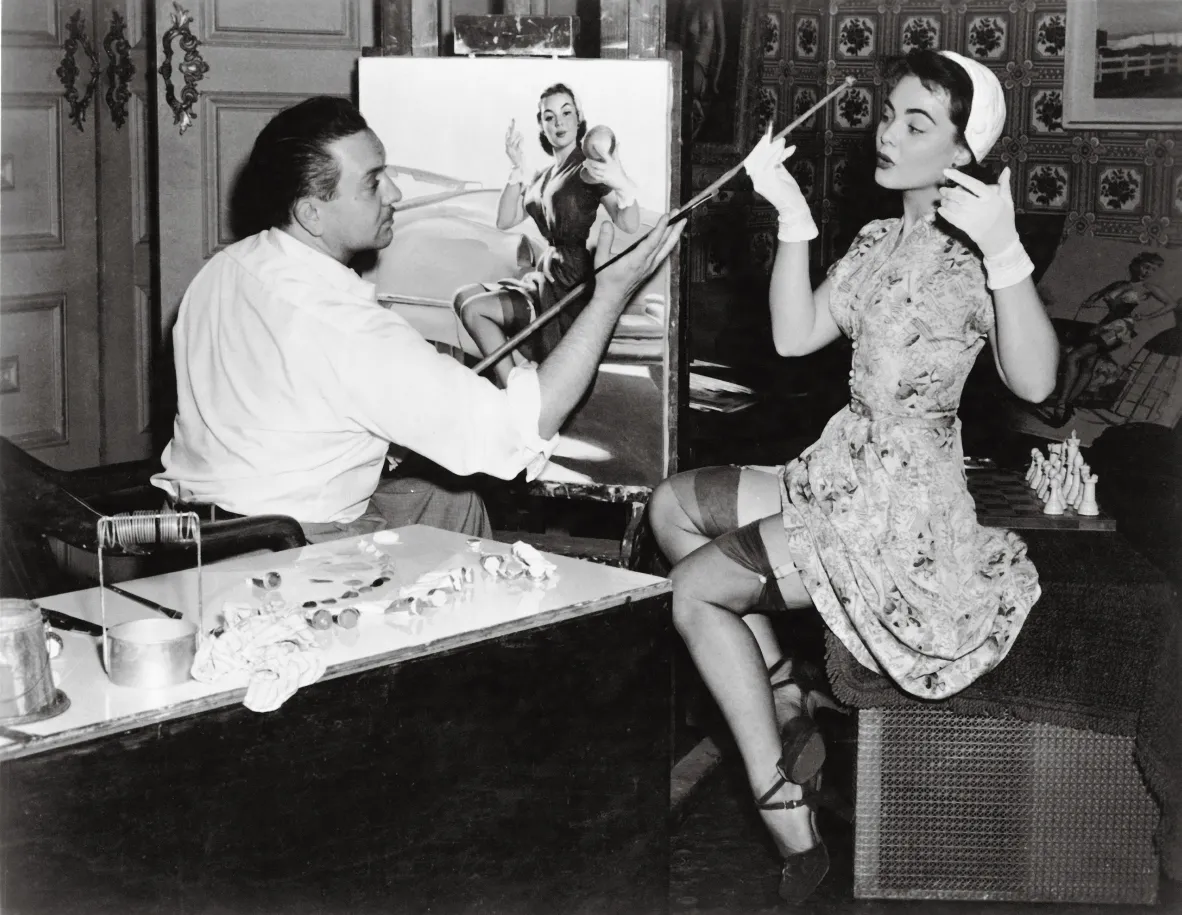
1950年に発表された『Jill Needs Jack』という絵画のモデルをする様子

画家ジル・エルブグレンのモデルとして知られ、50年代を代表するピンナップガールの一人である。

## 経歴
1934年8月5日、シカゴで生まれる。ドイツとデンマークにルーツを持つ。
少女時代はテニス、バレーボール、ライフル射撃を好む。高校在学中はバスケットボールのキャプテンを務める。シカゴのカール・シュルツ高校卒業。
1947年、シカゴの全米写真家協会
のモデルとなり、映画のパンフレットの写真に納まる。
1949年ころ、ジル・エルブグレンのモデルを始める。一例としてこちらのような作品を残す。
1953年、全米写真家協会よりミス フォトフラッシュ1953に選ばれる。その賞品として『All American』に端役で出演。
1953年7月16日、イリノイ州を代表してミスUSA 1953に出場。優勝(イリノイ州代表として初)。賞品としてHillman Minx製のコンバーティブル、Universal Picturesとの契約、2500ドル相当のダイヤモンド入り腕時計を授与された。その他、自由の女神の冠のレプリカ、巨大な優勝カップも授与された。コロラド大学で畜産学を学ぶつもりで、最初の学期の学費まで郵送していたが、ミス・ユニバース出場のため入学を断念。この時点では女優になる野心は全くなかった。

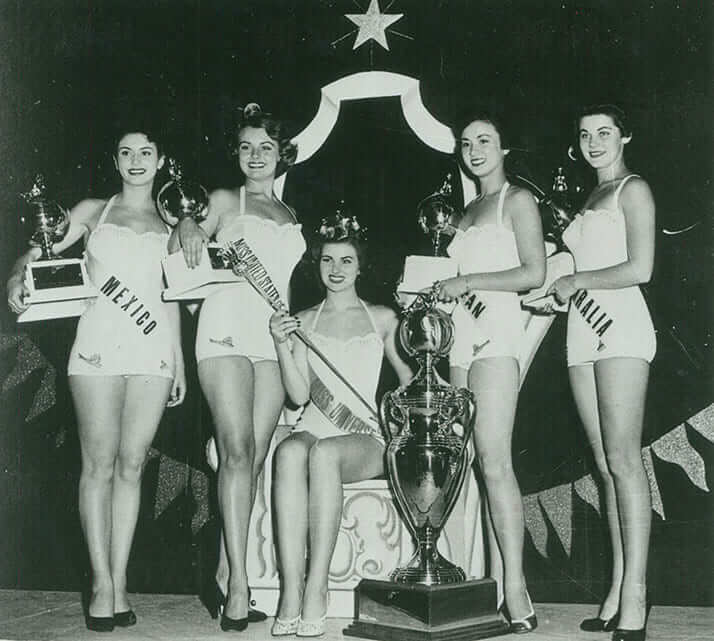
左から: アナ・ベルサ・レペ、マーナ・ハンセン、クリスティアン・マルテル、伊東絹子、マキシン・モーガン。

1953年7月17日、ミス・ユニバース1953で準優勝。優勝はフランス代表のクリスティアン・マルテル、第3位は日本代表の伊東絹子。
1953年9月6日の報道によると、マーナはボーイフレンドの命を救った。マーナと一緒に水上スキーをしていたボーイフレンドはモーターボートと衝突、水中に投げ出された。マーナは救助が来るまで彼の頭部を水面の上に持ち上げていることに成功した。
1954年1月、カリフォルニア州パサデナで開催されたローズパレードにクリスティアン・マルテルとともに参加。 彼女たちの乗るAmerican Heritageと名づけられたフロート（装飾された車両・山車）はキューピッドと何千の白い菊と蘭で飾られていた。

### 映画女優として
1954年8月、ユニバーサルと新たに7年契約を結ぶ。週給200ドル（最大900ドルの出来高払いあり）、未成年である彼女の将来を案じて、裁判所は週当たり25ドルのアメリカ国債の購入を命じた。ユニバーサルとの契約下、星のない男、Francis in the Navy、There's Always Tomorrowなど、興行的に成功した作品に出演した。そこではスタニスラフスキー・システムにもとづく演技のレッスンを受ける。マラ・コーディー（Mara Corday）、ロリ・ネルソン、レース・ジェントリー（Race Gentry）などの素晴らしい人たち（マーナ本人による）と出会う。また、仕事やレッスンがないときは、スターが出席するプレミア上映会に参加を認められた。
1955年8月、21歳になった彼女は（※成人年齢は州によって異なる）ロサンゼルス郡庁に2400ドル相当の国債の払い戻しを求めた。この年12月の報道によると上から96.5-63.5-89である。
2年目からは週休400ドルに昇給する予定であったが、経験の浅いマーナに支払うには高すぎるという理由でユニバーサルは1年で契約を打ち切った（経費節減）。メトロ・ゴールドウィン・メイヤー（MGM）と新たに契約したマーナは、そこで自身にとっての代表作である暗黒街の女に出演する。シカゴのショーガールで後に死体となるジョイ・ハンプトンを演じる。役作りのためムーラン・ルージュでコーラスラインのリハーサルをして一日を過ごした。ジョイ・ハンプトンが浴槽で死んでいるのが発見されるシーンを撮影した際、ニコラス・レイ監督は合図があるまで水中で息を止めているように言った。そのまま監督の合図を待ったが水中での30秒ほどの我慢は無駄に終わった。苦しくなって水から出た時、監督がマーナにいたずらをしていたと分かった（2022年のインタビューによる）。
1957年の愛情の花咲く樹に出演した際、MGMはマーナに大規模な映画宣伝ツアーを依頼した。マーナは撮影地であるケンタッキー州で数か月間過ごしたほか、何回も旅行する必要があった。そして公開後、クレジットにマーナの名前がないことに気づく。このときは映画の宣伝に力を入れたことを少し後悔した（本人による）。この後約6か月の休暇を取る。人生についてもっと学ぶため、髪を切り名前を変え、誰にも気づかれずにアメリカ中を旅し、各地で受付係、ウェイトレス、セールスウーマンとして働いた。
その他、1959年のベン・ハーのテストも受けた。メイクアップアーティストは数時間かけてマーナをハンセン病患者に仕立て上げたが、結局出演していない。1959年の『それはキッスで始まった（It Started with a Kiss）』にも出演の予定だったが、制作の遅れもあり、契約の終了によって話は流れた。1973年のBlack Caesarが引退作であるが、これは友人でもあるラリー・コーエンが関与している。この作品に出演したことにより、マーナは映画俳優組合の年金受給資格を得る。

## フィルモグラフィ
- 1953

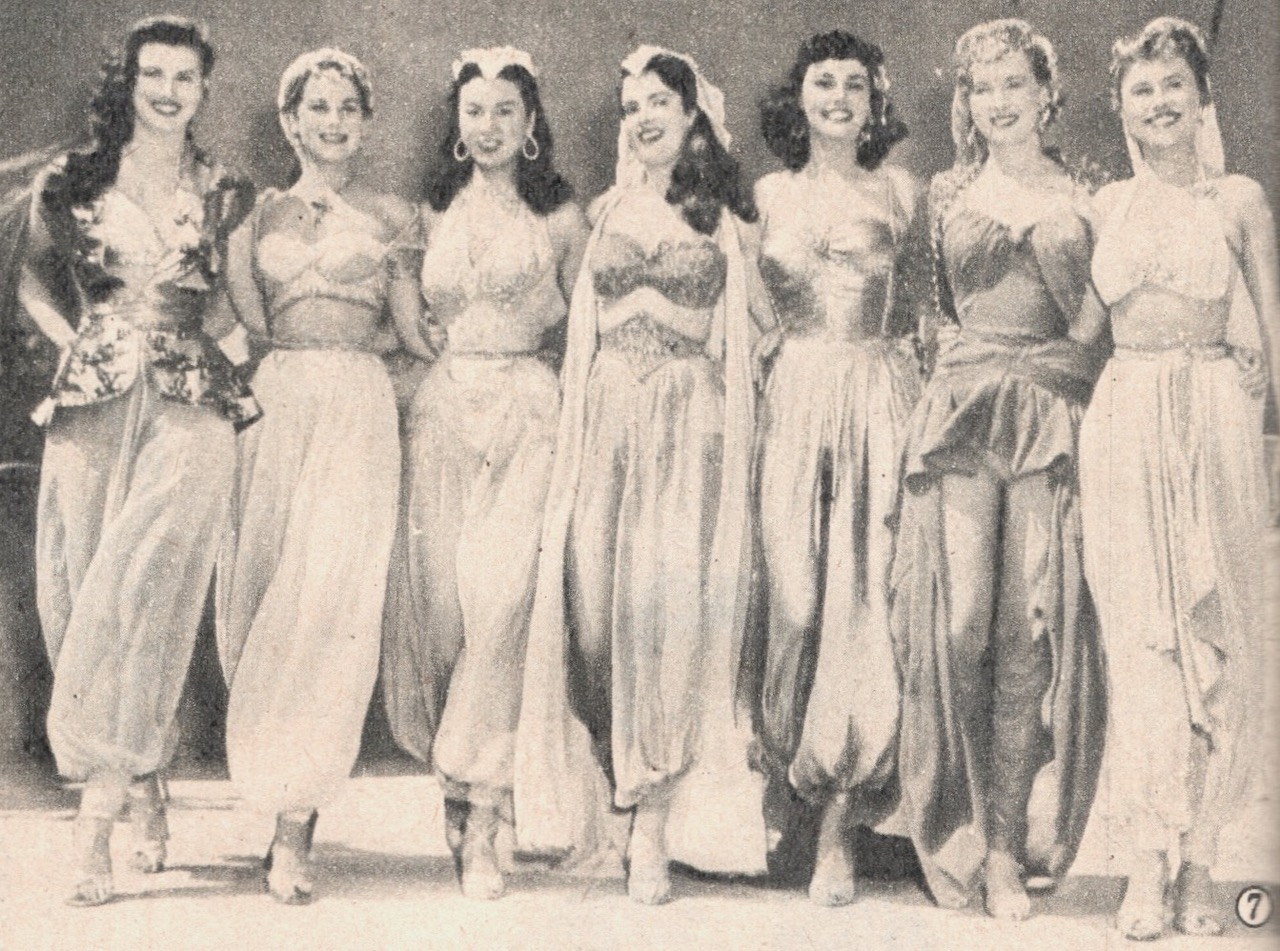
『Yankee Pasha 』の一場面。

  - All American（英語版） as Girl at Party (uncredited)
- 1954
  - ヤンキー・パシャ as Harem girl
  - Rails Into Laramie（英語版） as B Girl (uncredited)
  - Playgirl（英語版） as Linda
  - 心のともしび as Bar Patron (uncredited)
  - So This Is Paris（英語版） as Ingrid
- 1955
  - 星のない男 as Tess Cassidy[18]
  - Cult of the Cobra（英語版） as Marian Sheehan
  - The Purple Mask（英語版） as Constance de Voulois
  - There's Always Tomorrow（英語版） as Ruth
  - Francis in the Navy（英語版） as Helen
- 1956
  - World in My Corner（英語版） (Guest, uncredited)
- 1957
  - 愛情の花咲く樹
- 1958
  - 暗黒街の女
- 1959
  - The Best of Everything（英語版） as Judy Masson (uncredited)
  - Ask Any Girl（英語版） as Girl (uncredited)
- 1964
  - Goodbye Charlie（英語版） as Starlet[18]
- 1973
  - Black Caesar（英語版） as Virginia Coleman　※確認されている最後のフィルム

### テレビ女優として
1955年12月、「The George Burns and Gracie Allen Show」でテレビデビューを果たす。出演した8分間は彼女がそれまでに銀幕に映った時間の総計より多い。
1959年にはコパトーンのモデルを務める。
| 年   | 月 | 日 | タイトル                               | シーズン・エピソード                              | 役              | 備考           |
| ---- | -- | -- | -------------------------------------- | ------------------------------------------------- | --------------- | -------------- |
| 1955 | 12 | 29 | The People's Choice                    | Season 1,Episode 13 "An Adventure of Sock"        | Barbara Andrews |                |
| 1955 | 12 | 12 | The George Burns and Gracie Allen Show | Season 6, Episode 11 "Ronnie's Elopement"         | Marie Rigney    | テレビデビュー |
| 1956 | 1  | 9  | The George Burns and Gracie Allen Show | Season 6, Episode 15 "Let's Dance"                | Marie Rigney    |                |
| 1956 | 2  | 6  | The George Burns and Gracie Allen Show | Season 6, Episode 19 "Alice Gets Married"         | Marie Rigney    |                |
| 1957 | 9  | 27 | The Thin Man                           | Season 1, Episode 2 "The Duke of Sing Sing"       | Maxine          |                |
| 1959 | 3  | 27 | The Thin Man                           | Season 2, Episode 22 "La sabre invecta est?"      | Sandra Thompson |                |
| 1960 | 1  | 20 | ハワイアン・アイ                       | Season 1, Episode 16 "The Kikiki Kid"             | Ellie           |                |
| 1960 | 5  | 20 | サンセット77                           | Season 2, Episode 33 "Perfect Setup"              | Carol           |                |
| 1960 | 6  | 10 | Westinghouse Playhouse                 | Season 2, Episode 16 "Murder Is a Private Affair" | Ingrid          |                |
| 1962 | 4  | 4  | Straightaway                           | Season 1, Episode 26 "The Hoax"                   | Jill            |                |
| 1962 | 7  | 25 | Kraft Television Theatre               | Season 2, Episode 7 "Murder Is a Private Affair"  | Ingrid          |                |
| 1971 | 2  | 23 | Green Acres                            | Season 6, Episode 22 "The Carpenter's Ball"       | Ingrid          |                |

## 私生活
彼女は3回結婚している。一人目の夫とは結婚時期不詳、1960年離婚。1961年2月14日、Lee Duke Hyattと結婚。1965年6月23日、離婚。1985年4月28日、Allen H. Kaneと結婚。